# Jugovzhodna divizija (NHL)
Jugovzhodna divizija NHL lige je ena od treh, ki sestavljajo Vzhodno konferenco. Ustanovljena je bila leta 1988 kot del širitve lige.

## Trenutna sestava
- Atlanta Thrashers
- Carolina Hurricanes
- Florida Panthers
- Tampa Bay Lightning
- Washington Capitals

## Trenutna lestvica
| Jugovzhodna divizija | OT | Z  | P  | PPP | GF  | GA  | TOČ |
| -------------------- | -- | -- | -- | --- | --- | --- | --- |
| Washington Capitals  | 72 | 44 | 22 | 6   | 232 | 210 | 94  |
| Carolina Hurricanes  | 72 | 37 | 28 | 7   | 204 | 205 | 81  |
| Florida Panthers     | 70 | 34 | 26 | 10  | 194 | 199 | 78  |
| Atlanta Thrashers    | 71 | 29 | 36 | 6   | 216 | 240 | 64  |
| Tampa Bay Lightning  | 70 | 23 | 32 | 15  | 184 | 231 | 61  |

## Zgodovina divizije

### Spremembe od sezone 1999/00
- Atlanta Thrashers so bili dodani kot razširitveno moštvo

### 1998–trenutno
- Carolina Hurricanes
- Florida Panthers
- Tampa Bay Lightning
- Washington Capitals
- Atlanta Thrashers

## Prvaki Jugovzhodne divizije
- 1999 - Carolina Hurricanes (34–30–18, 86 točk)
- 2000 - Washington Capitals (44–24–12–2, 102 točk)
- 2001 - Washington Capitals (41–27–10–4, 96 točk)
- 2002 - Carolina Hurricanes (35–26–16–5, 91 točk)
- 2003 - Tampa Bay Lightning (36–25–16–5, 93 točk)
- 2004 - Tampa Bay Lightning (46–22–8–6, 106 točk)
- 2005 - sezona odpovedana
- 2006 - Carolina Hurricanes (52–22–8, 112 točk)
- 2007 - Atlanta Thrashers (43–28–11, 97 točk)
- 2008 - Washington Capitals (43–31–8, 94 točk)

## Zmagovalci Stanleyevega pokala
- 2004 - Tampa Bay Lightning
- 2006 - Carolina Hurricanes

## Naslovi Jugovzhodne divizije po moštvih
| Moštvo              | Število naslovov | Zadnji naslov |
| ------------------- | ---------------- | ------------- |
| Washington Capitals | 4                | 2008          |
| Carolina Hurricanes | 3                | 2006          |
| Tampa Bay Lightning | 2                | 2004          |
| Atlanta Thrashers   | 1                | 2007          |